# Quăng râu
Quăng râu (danh pháp khoa học: Alangium barbatum) là một loài thực vật có hoa trong họ Cornaceae. Loài này được (R.Br. ex C.B.Clarke) Baill. ex Kuntze miêu tả khoa học đầu tiên năm 1891.